# Brachyptera vera
Brachyptera vera är en bäcksländeart som beskrevs av Berthélemy och Gonzalez del Tanago 1983. Brachyptera vera ingår i släktet Brachyptera och familjen vingbandbäcksländor.

## Underarter
Arten delas in i följande underarter:
- B. v. cordubensis
- B. v. vera